# Hubert Fuchs

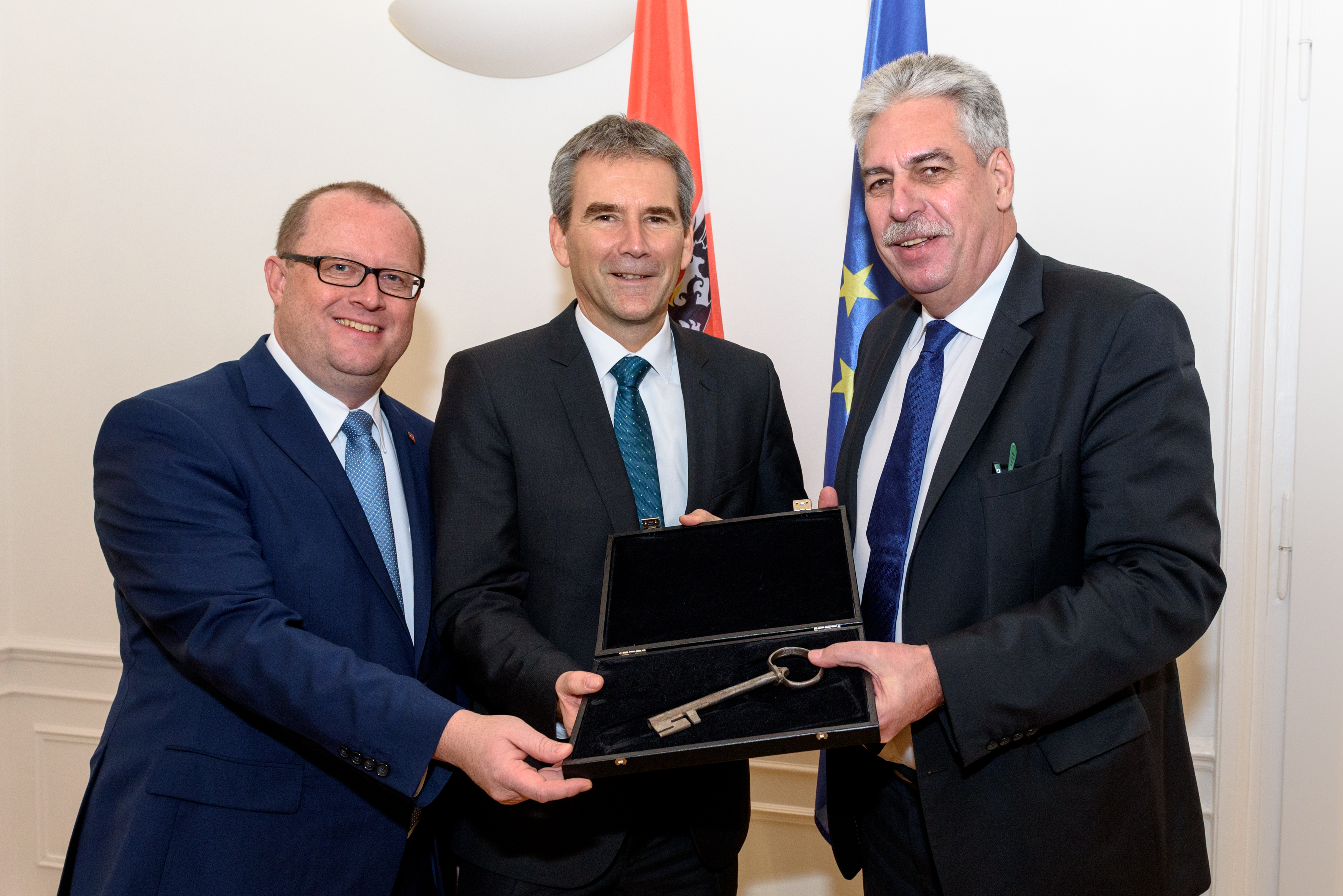
Hubert Fuchs (links) mit Hartwig Löger und Hans Jörg Schelling (2017)

Hubert Wolfgang Albert Fuchs (* 13. Jänner 1969 in St. Johann im Pongau) ist ein österreichischer Steuerberater, Politiker (FPÖ) und ehemaliger Staatssekretär im Bundesministerium für Finanzen.

## Leben
Fuchs wuchs in Bischofshofen auf und maturierte 1987 am Missionsprivatgymnasium St. Rupert. Danach absolvierte er ein Auslandsjahr in New Mexico. Im Jahr 1993 absolvierte er das Diplomstudium der Rechtswissenschaften an der Universität Salzburg, 1994 wurde er zum Dr. iur. promoviert. Diplomarbeit und Dissertation wurden auch für das 2003 absolvierte Studium der Betriebswirtschaftslehre an der Wirtschaftsuniversität Wien anerkannt.
Beruflich ist Fuchs als Steuerberater aktiv. Dem österreichischen Bundesheer blieb er nach dem Präsenzdienst als Angehöriger der Miliz verbunden, er ist seit Ende 2018 Brigadier.

## Politischer Werdegang

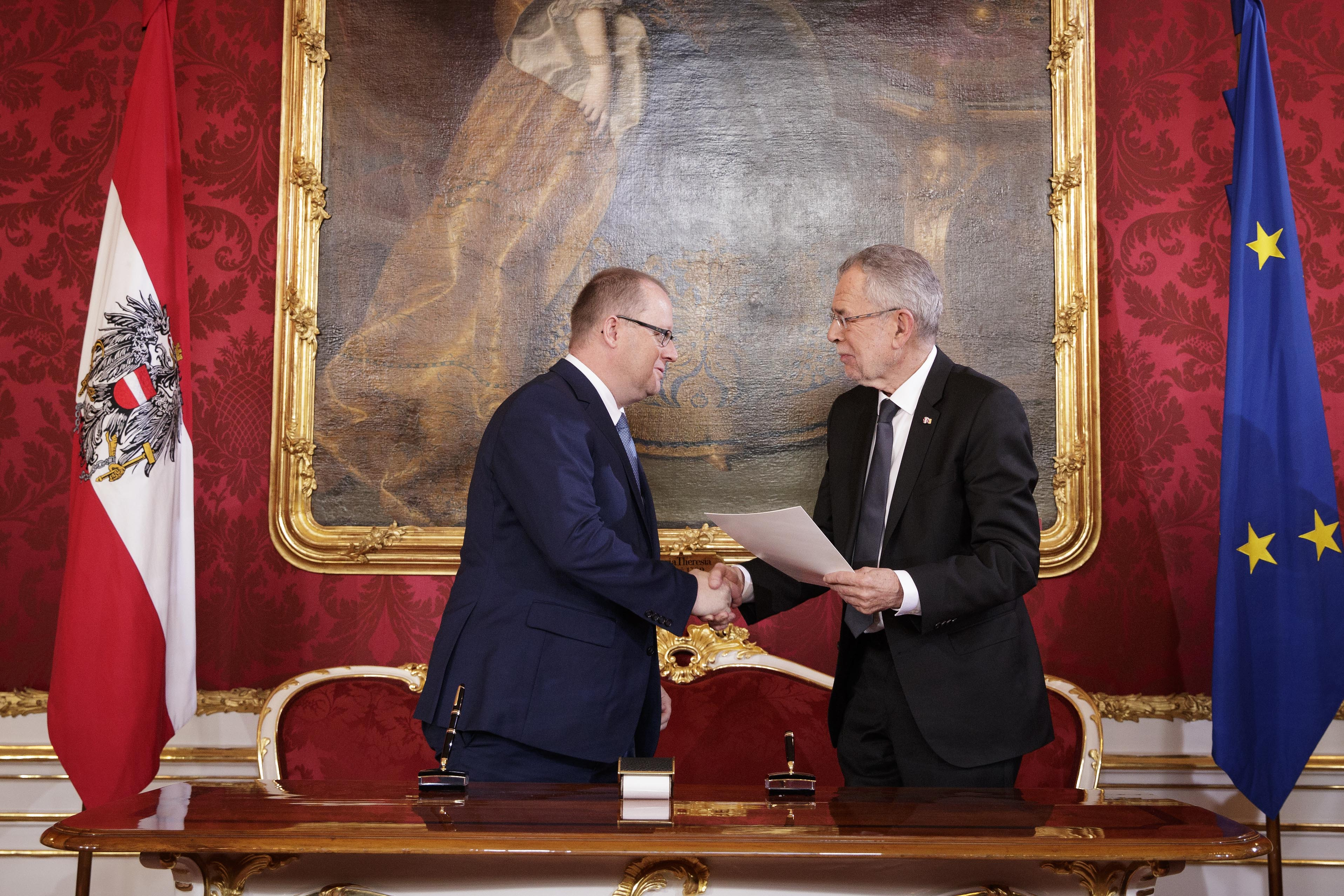
Angelobung der Bundesregierung Kurz I, Staatssekretär Hubert Fuchs mit Bundespräsident Alexander Van der Bellen (2017)

Am 29. Oktober 2013 zog Hubert Fuchs über den Regionalwahlkreis Wien Nord in den Nationalrat ein, wo er als Obmannstellvertreter des Finanzausschusses und Mitglied im Ausschuss für Landesverteidigung und einigen Unterausschüssen wirkte.
Im Dezember 2017 wurde er Staatssekretär im Bundesministerium für Finanzen. Am 22. Mai 2019 wurde er als Folge der Ibiza-Affäre auf eigenen Wunsch enthoben.
Mit 24. Mai 2019 nahm er sein Nationalratsmandat wieder an.
Fuchs wird im Rahmen der Casinos-Austria-Affäre vorgeworfen, seine Position als Staatssekretär ausgenutzt zu haben. Er soll dabei gesetzliche Änderungen von der Zustimmung zur Besetzung eines Postens durch einen FPÖ-nahen Politiker abhängig gemacht sowie Druck auf den Aufsichtsratsvorsitzenden der Casinos Austria AG ausgeübt haben. Fuchs bestreitet diese Vorwürfe. Am 16. Januar 2025 hat die Wirtschafts- und Korruptionsstaatsanwaltschaft (WKStA) die Ermittlungen gegen mehrere aktive und ehemalige Politiker im Casag-Komplex eingestellt, darunter auch gegen Fuchs. Die WKStA stellte fest, dass den einzelnen Beschuldigten eine strafrechtliche Verantwortung nicht zurechenbar gewesen sei. Allerdings wird weiterhin gegen den ehemaligen FPÖ-Bundesparteiobmann Heinz-Christian Strache sowie einen Glücksspielkonzern ermittelt.